# Trachyglanis
Trachyglanis is een geslacht van straalvinnige vissen uit de familie van de kuilwangmeervallen (Amphiliidae).

## Soorten
- Trachyglanis ineac (Poll, 1954)
- Trachyglanis intermedius Pellegrin, 1928
- Trachyglanis minutus Boulenger, 1902
- Trachyglanis sanghensis Pellegrin, 1925